# Карлинский, Николай Николаевич
Николай Николаевич Карлинский (январь1858 года — 1924 год) — российский архитектор.

## Биография
Родился в Петербурге. Отец — Николай Николаевич Карлинский, артиллерийский офицер. Мать — писательница Анна Павловна Барыкова, урождённая Каменская. Дед — Павел Павлович Каменский — писатель. Бабушка — писательница Мария Фёдоровна, урождённая графиня Толстая. Прадед — художник Ф. П. Толстой. Племянница — художница Т. Н. Глебова.
Городской архитектор Новороссийска (18.01.1897 — сентябрь 1904 года). Большинство спроектированных и построенных архитектором Карлинским Н. Н. зданий в настоящее время являются памятниками архитектуры и объектами культурного наследия Краснодарского края.
В сентябре 1904 года убил турецкого консула в Новороссийске Хюдай-Бея. Н. Н. Карлинский взят под стражу и отправлен в тюрьму.
С 1917 года находился в эмиграции.

## Проекты
- Дом купца Ларина, ныне библиотека им. Э. Э. Баллиона, 1905 г.
- Александрийская женская гимназия, ул. Революции 1905 г., 33. 1900—1901 гг.[1]
- Дача князя Б. Б. Голицына, 1901 г.
- Елизаветинская санатория (Санатория Елизаветы Фёдоровны), 1904 г.
- Первая городская купальня.
- Городская усадьба присяжного поверенного М. Г. Зильберминца. 1903 г.
- Собственная дача и парк (в настоящее время парк им. Ленинского комсомола).

## Семья
Жена — Варвара Ивановна Карлинская (1873—1917)
Сын — Николай Николаевич Карлинский (1897—1973, Братислава), участник Первой мировой войны, офицер добровольческой армии, галлиполиец. С 1920 г в эмиграции, жил в Праге. Инженер-химик. Во время второй мировой войны оказался в немецком концлагере. После освобождения жил и работал в Словакии, в Братиславе.
В 1920 г в Константинополе женился, жена — графиня Наталья Алексеевна Бобринская (7 октября 1892—1960) . Училась на Высших женских курсах. Окончила швейцарские курсы сестер милосердия. С 1914 года — на Турецком фронте, участвовала в Персидском походе. В 1918 году — в Добровольческой армии. В эмиграции с 1920 года. После войны жила в Братиславе, где преподавала историю русской культуры на факультете изобразительных искусств, составляла учебники русского языка и литературы. В 1943—1944 гг. издала два сборника для чтения «Пчела».
У супругов было четверо детей. Дочь от этого брака — Варвара Николаевна Карлинская (Чербанич — Бобринская) (15.08.1928, Прага — 15.08.2011, Братислава).